# Goniothalamus wynaadensis
Goniothalamus wynaadensis este o specie de plante din genul Goniothalamus, familia Annonaceae. A fost descrisă pentru prima dată de Richard Henry Beddome, și a primit numele actual de la Richard Henry Beddome. A fost clasificată de IUCN ca specie cu risc scăzut. Conform Catalogue of Life specia Goniothalamus wynaadensis nu are subspecii cunoscute.